# شلالات دودين

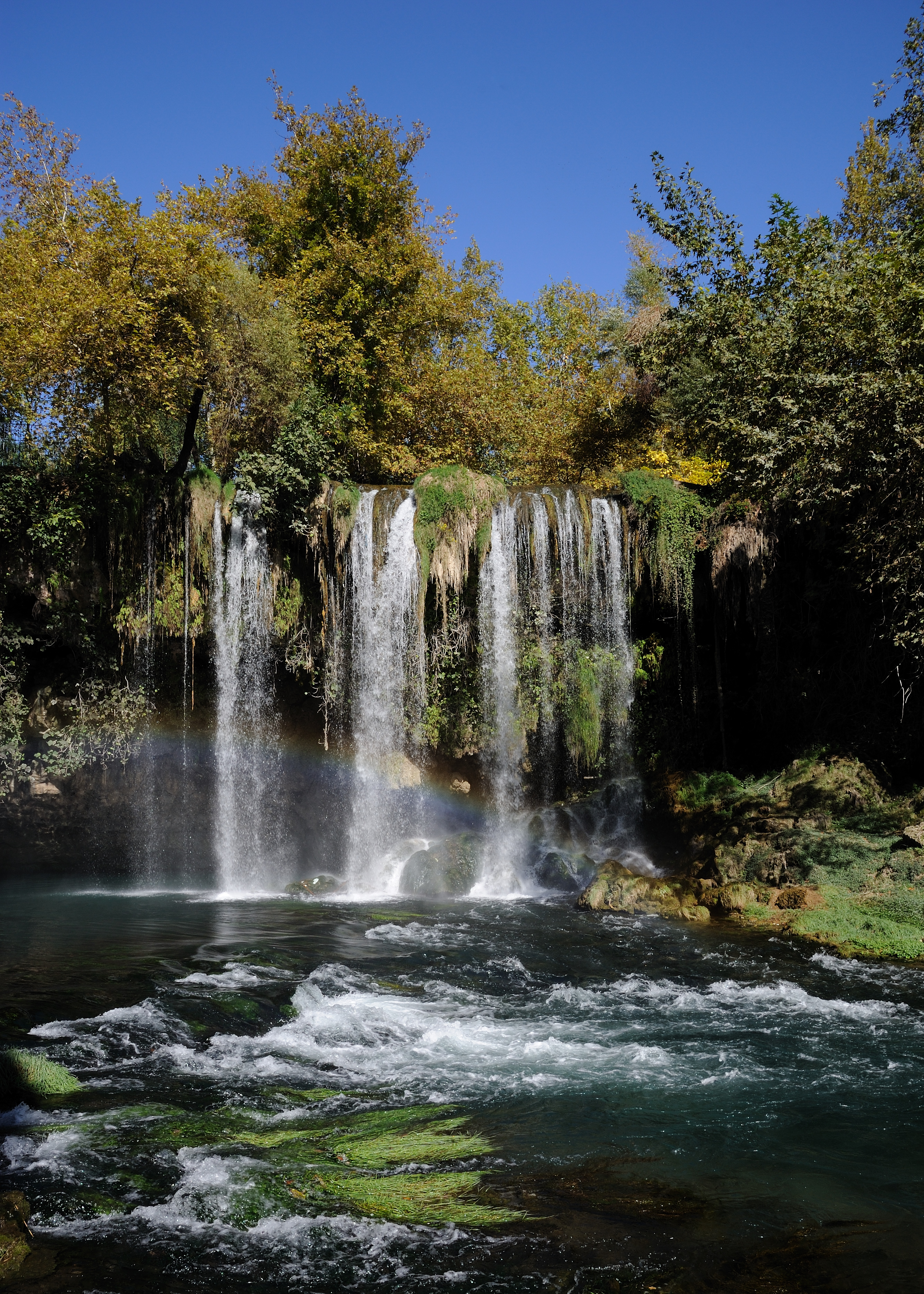
شلالات دودين العليا

شلالات دودين هي مجموعة من الشلالات في محافظة أنطاليا بتركيا. تقع الشلالات، التي تشكلت من محطة إعادة التدوير، على بعد 12 كيلومترًا (7.5 ميل) شمال شرق أنطاليا. وتنتهي حيث تنزل مياه شلالات دودن السفلى من جرف صخري مباشرة في البحر الأبيض المتوسط.
تتكون مجموعة من شلالات دودن من شلالين، شلالات دودين العليا وشلالات دودين السفلى.

## معرض الصور

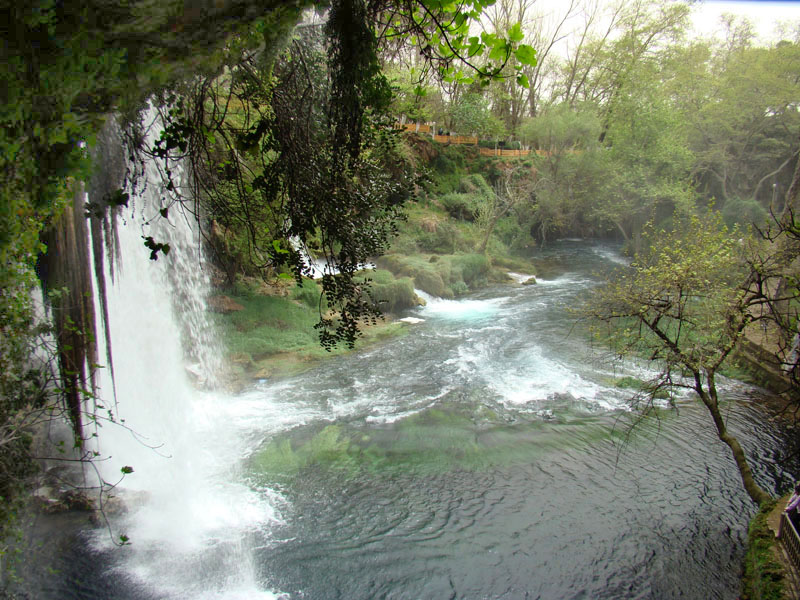
DüdenWaterfalls13.jpg
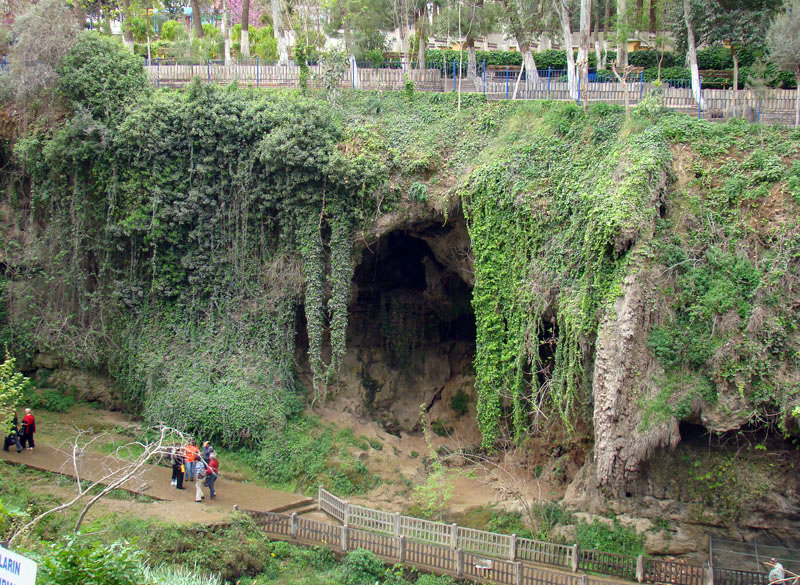
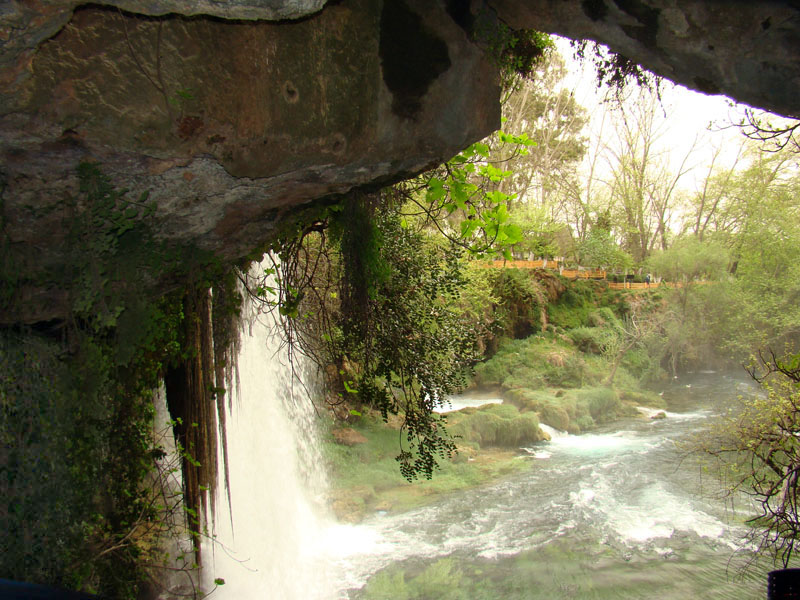
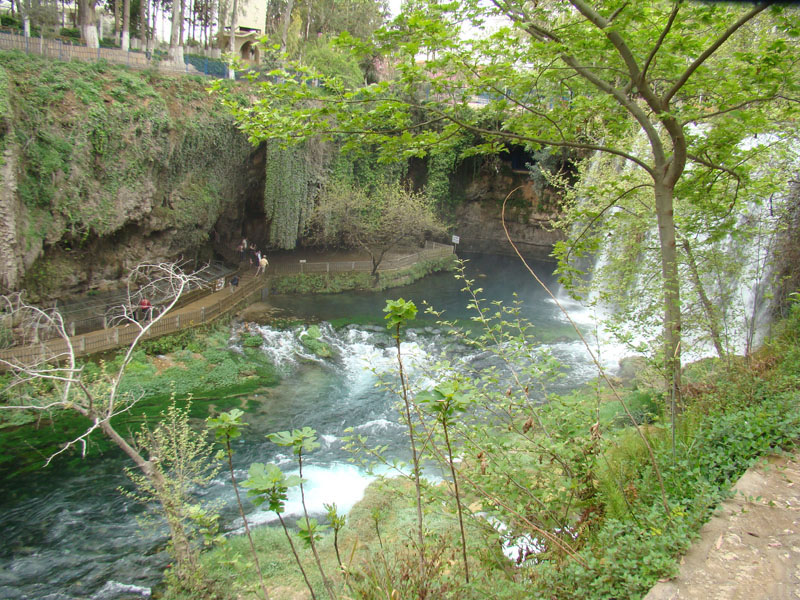
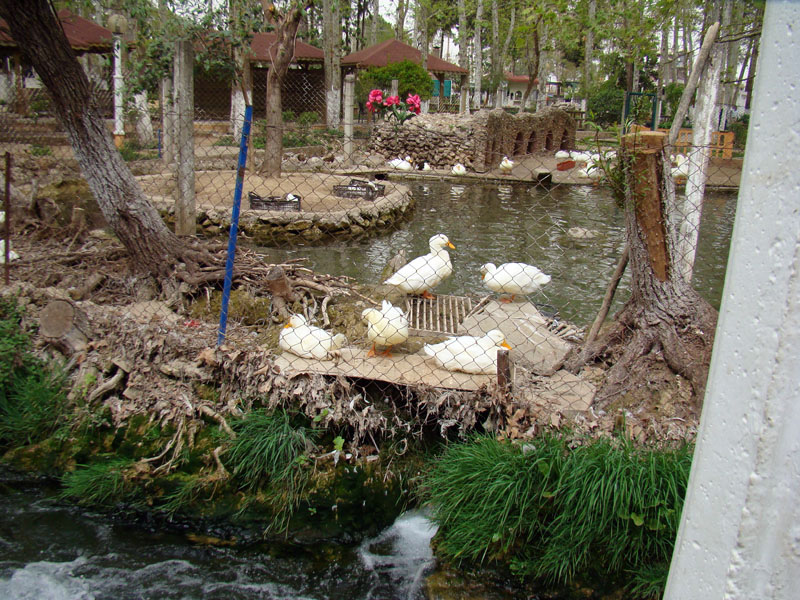
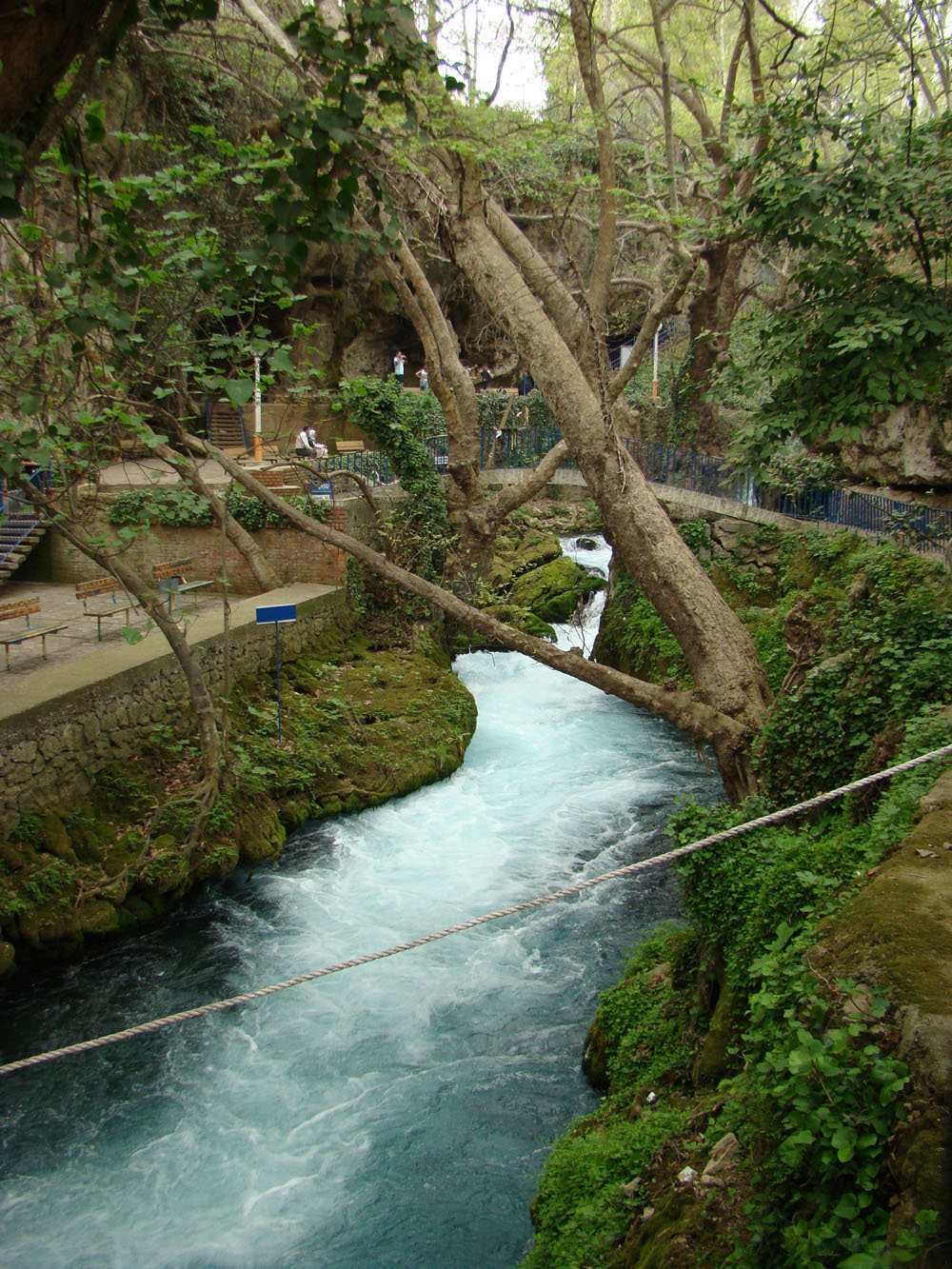
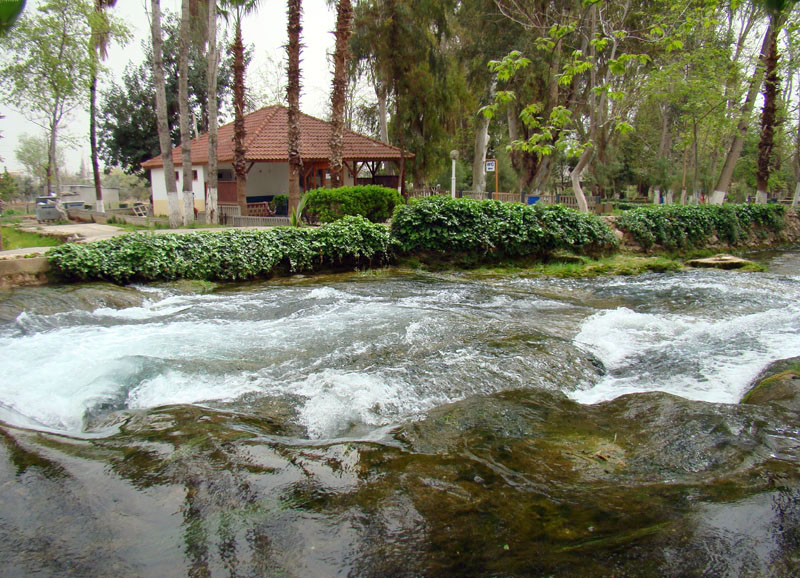